# Serapias pulae
Serapias pulae là một loài thực vật có hoa trong họ Lan. Loài này được Perko miêu tả khoa học đầu tiên năm 1998.